# Zajasienie
Zajasienie – część wsi Piórków-Kolonia w Polsce, położona w województwie świętokrzyskim, w powiecie opatowskim, w  gminie Baćkowice.
W latach 1975–1998 Zajasienie administracyjnie należało do województwa tarnobrzeskiego.